# Helias Helye

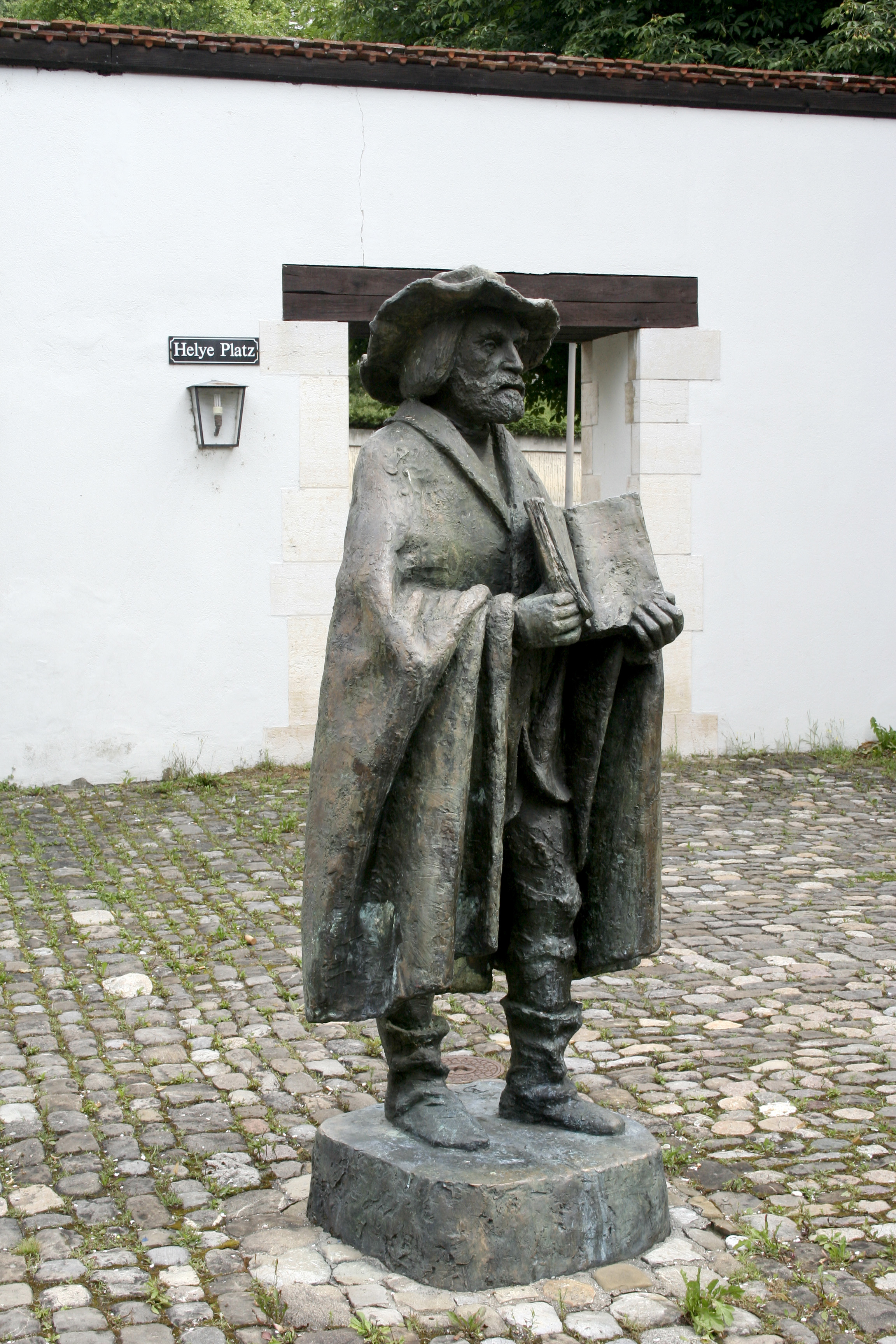
Statue des Helias Helye auf dem Helye Platz in Laufen. Signatur: Brem 1992
(Inschrift auf dem Sockel: Helias Helye, Um 1400–1473, Gestiftet von Marta Schaltenbrandt, 1908–1992, Stadtburgerin von Laufen)

Helias Helye (* um 1400 in Zürich oder Beromünster als Bürger von Laufen; † 20. März 1475 in Beromünster) war der Drucker des ersten datierten Buches, das in der Schweiz erschien, einer Ausgabe des Mammotrectus von Johannes Marchesinus. Obwohl bereits in hohem Alter, richtete er sich in Beromünster eine Offizin ein und stellte am 10. November 1470 das 600-seitige Wörterbuch zum Bibelstudium fertig. Es existieren aber Belege, dass schon vor 1468 in Basel Bücher gedruckt wurden.

An originaler Stelle, im seinerzeitigen Wohnhaus von Helias Helye in Beromünster, wurde seine kleine Druckerei mit einer nachgebauten Drucker-Presse und einem ebenfalls nachgebauten Setzkasten-Pult rekonstruiert. Sie ist heute Teil des Heimatmuseums und präsentiert neben einer Ausgabe des Mammotrectus diverse Einzelseiten früher Druckwerke, darunter von Anton Koberger und Peter Schöffer.

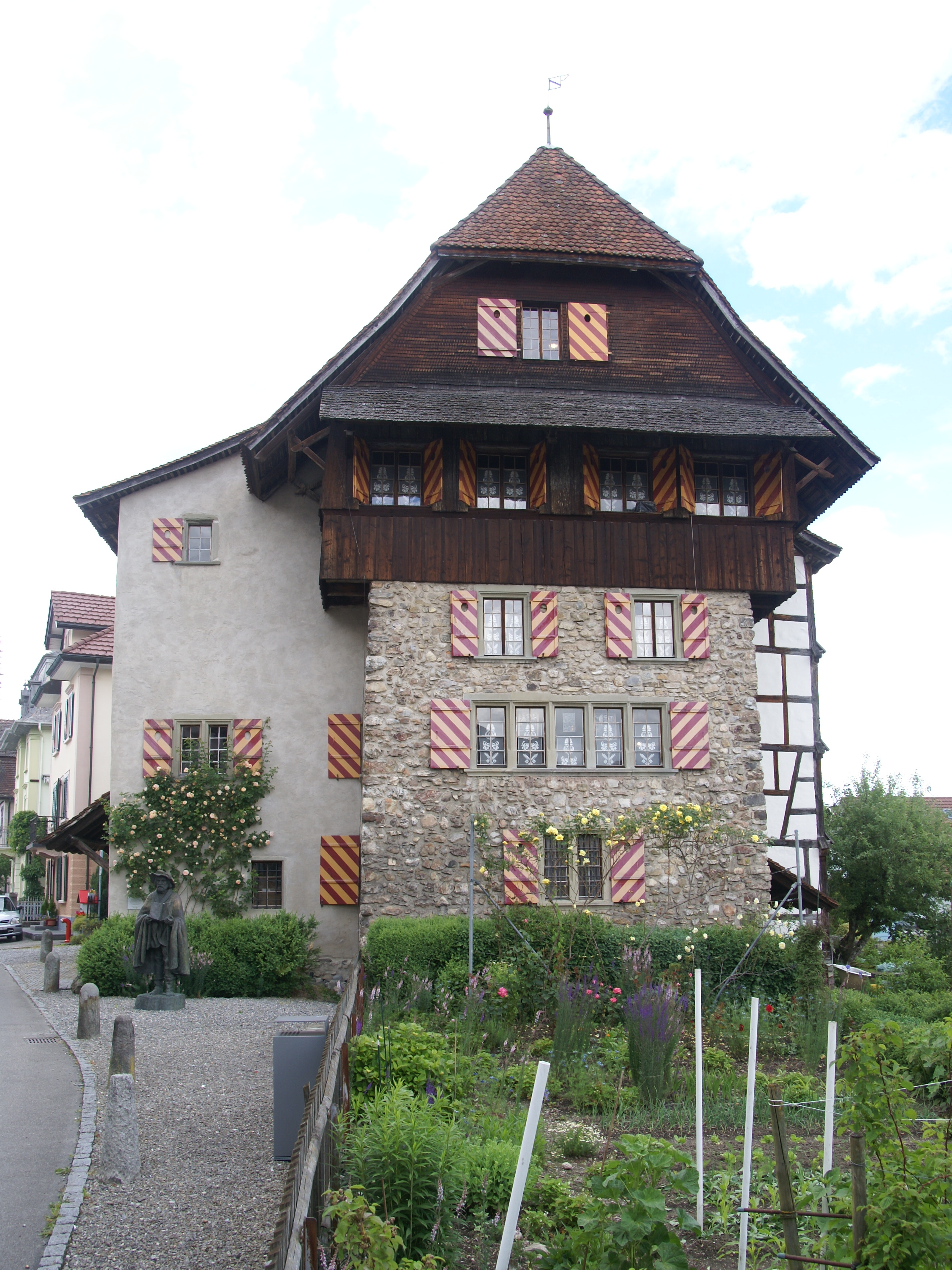
Schloss Beromünster mit dem Heimatmuseum

Helias Helye gab um 1471 auch ein Psalterium heraus und druckte als erster in der Schweiz Werke in Antiqua-Schrift (Tractatus de cometis, ca. 1472; Speculum vitae humanae, 1472 und 1473 in zwei Ausgaben und schliesslich De officio missae, ca. 1472). Wegen geringem wirtschaftlichem Erfolg musste er sein Druckgewerbe einstellen.
Helias Helye studierte von 1422 bis 1425 in Heidelberg und war 1419 bis 1475 Chorherr in Beromünster.